# James Wedderburn
James Edward „Jim” Wedderburn (ur. 23 czerwca 1938 w Bayfield w parafii Saint Philip na Barbadosie) – barbadoski lekkoatleta, brązowy medalista z Rzymu w barwach Federacji Indii Zachodnich.